# It leads to this
It leads to this (Not all roads lead to here) is een studioalbum van The Pineapple Thief (TPT).

## Inleiding
Na het vorige studioalbum Versions of the truth uit 2020 bleef het enige tijd stil rond TPT. Er volgde eerst een livealbum Nothing but the truth en een terugblikalbum Give it back met oude nummers in een nieuw jasje. Voorts kwam Bruce Soord in 2023 met een eigen album Luminescence. TPT nam It leads to this op in Londen (Bourne Place, studio van Harrison) en Yeovil, alwaar de privéstudio van Soord (Soord Studios) zich bevindt album. Opnamen vonden deels plaats tijdens de coronapandemie; de band kon daardoor niet altijd samenspelen. Demo’s werden bij Harrison opgenomen, waarop de andere leden muzikaal moesten reageren.  
Het album gaat mede daardoor over problemen en frustraties tijdens het gewone leven (met of zonder pandemie) zonder het extreem aan te willen zetten. Soord dacht er daarbij aan hoe hij de wereld voor zijn kinderen wil nalaten en refereerde aan wat (zogenaamde) voormalige wereldleiders daaraan bijgedragen zouden hebben. De afbeeldingen op de hoes laten een troosteloos beeld zien, een soort spookstad. De zangstem van Soord, die het midden houdt tussen die van Thom Yorke (Radiohead) en Steven Wilson (Porcupine Tree) draagt bij aan de sombere sfeer. Door alles kort en bondig te vertellen lijkt het een combinatie van singer-songwriter met progressieve rock, voor dat laatste ontbreken overigens de relatief lange soli en technische hoogstandjes, behalve dan weer in het drumwerk.  

## Musici
TPT bestaat al jaren uit dezelfde samenstelling:
- Bruce Soord – zang, gitaar
- Steve Kitch – toetsinstrumenten
- Jon Sykes – basgitaar, achtergrondzang
- Gavin Harrison – drumstel, percussie

Met
- Beren Matthews – gitaar en achtergrondzang

## Muziek
| Nr. | Titel                                            | Duur |
| --- | ------------------------------------------------ | ---- |
| 1.  | Put it right (M: Soord, Harrison, T: Soord)      | 5:30 |
| 2.  | Rubicon (M: Soord, Harrison, T: Soord)           | 4:37 |
| 3.  | It leads to this (M: Soord, Harrison, T: Soord)  | 4:43 |
| 4.  | The frost (M: Soord, Harrison, T: Soord)         | 5:40 |
| 5.  | All that’s left (M: Soord, Harrison, T: Soord)   | 4:25 |
| 6.  | Now it’s yours (M: Soord, Harrison, T: Soord)    | 5:59 |
| 7.  | Every trace of us (M: Soord, Harrison, T: Soord) | 4:30 |
| 8.  | To forget (M: Soord, Harrison, T: Soord)         | 5:21 |

## Nasleep
Het album kreeg een aantal noteringen in de albumlijsten van Nederland, Duitsland, Zwitserland en Engeland, doch meest slechts één week. Voor de liefhebbers werd ook een speciale editie op de markt gebracht, waarop het album werd aangevuld met alternatieve versies etc. Na uitgifte van het album volgde in februari/maart 2024 een korte Europese tournee.